# Phryganopteryx feminina
Phryganopteryx feminina là một loài bướm đêm thuộc phân họ Arctiinae, họ Erebidae.